# Melhor Que Eu
Melhor Que Eu é o segundo EP da cantora e atriz Cleo.

## Lista de faixas
| N.º            | Título          | Duração |  |
| 1.             | "Trapped"       | 2:39    |  |
| 2.             | "King"          | 2:37    |  |
| 3.             | "War Paint"     | 2:38    |  |
| 4.             | "Melhor Que Eu" | 2:54    |  |
| Duração total: | Duração total:  | 10:00   |  |